# Philipp IV. (Spanien)

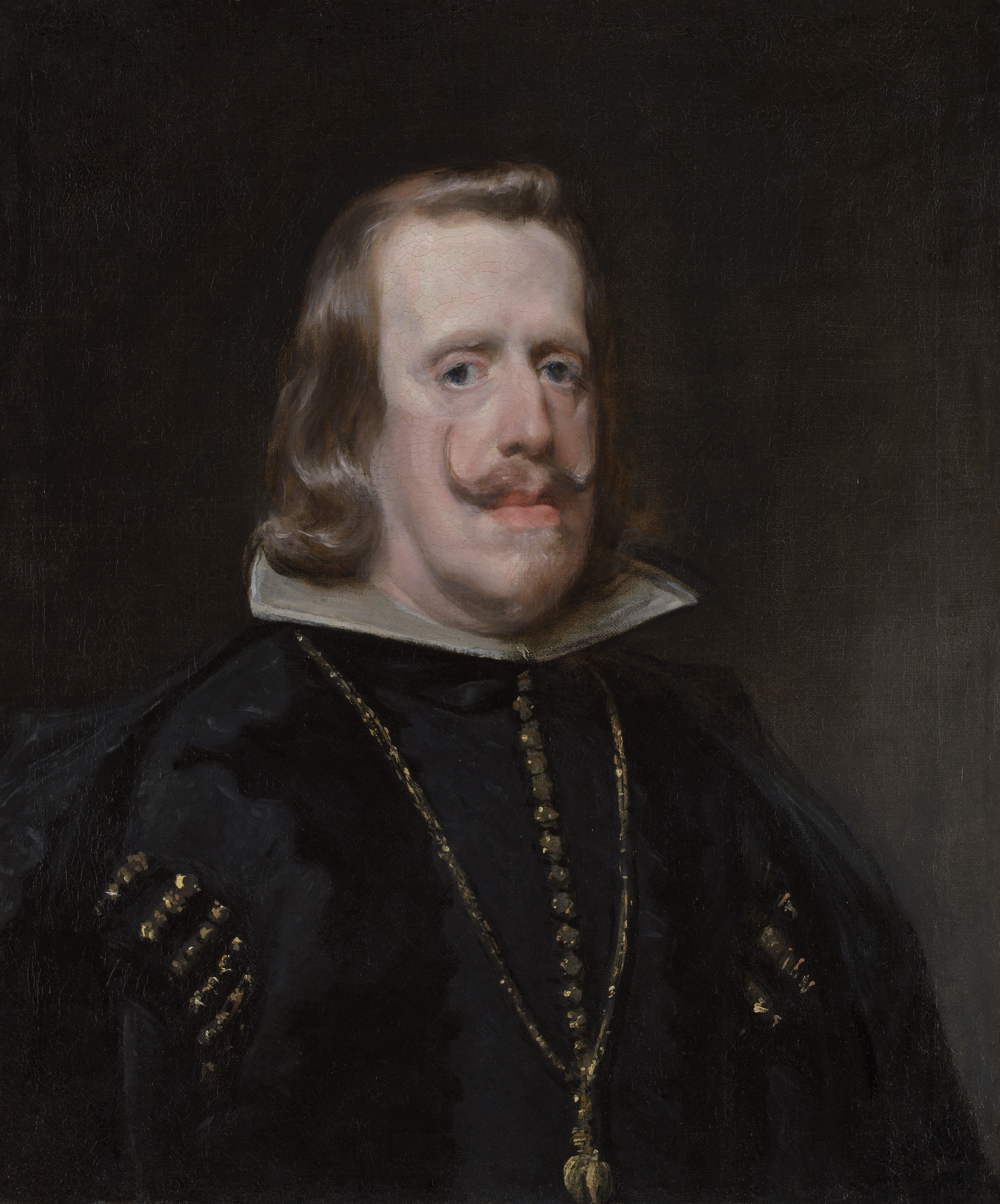
Velázquez, Philipp IV. von Spanien, 1652/53, National Gallery, London

Philipp IV. (spanisch Felipe IV; * 8. April 1605 im Palacio Real de Valladolid, Valladolid; † 17. September 1665 im Real Alcázar de Madrid, Madrid) war ein spanischer Monarch aus dem Haus Habsburg (Casa de Austria).
Von 1621 bis 1665 regierte er die Länder der spanischen Krone (Spanien, Neapel, Sizilien, Sardinien, Spanische Niederlande) mit dem Kolonialbesitz, bis 1640 war er als Filipe III letzter habsburgischer König von Portugal.
Philipp IV., genannt der Große (el Grande) oder König der Welt (Rey Planeta), war der letzte spanische König, der eine wirkliche Großmachtpolitik betrieb. Er erneuerte den Krieg gegen die Niederlande und beteiligte sich im Dreißigjährigen Krieg an der Seite der österreichischen Habsburger. Darüber hinaus kämpfte er mit Frankreich und England um die Hegemonie in Europa (Französisch-Spanischer Krieg und Englisch-Spanischer Krieg). Im Frieden von Münster (1648) musste Spanien die Unabhängigkeit der Niederlande anerkennen, im Pyrenäenfrieden (1659) verlor Philipp das Roussillon und angrenzende Gebiete an Frankreich.
Die zahlreichen, anhaltenden Kriege belasteten die Wirtschaft schwer, was mehrfache Staatsbankrotte zur Folge hatte. Im Inneren kam es auch durch den Versuch, einen Zentralstaat durchzusetzen, insbesondere in Katalonien (seit 1640) zu Aufständen, Portugal erlangte 1640 die Unabhängigkeit von der spanischen Krone. Insgesamt steht die Regierungszeit Philipps IV. für den Niedergang der spanisch-habsburgischen Macht und den Verlust der Hegemonialstellung.

## Leben

### Frühe Jahre

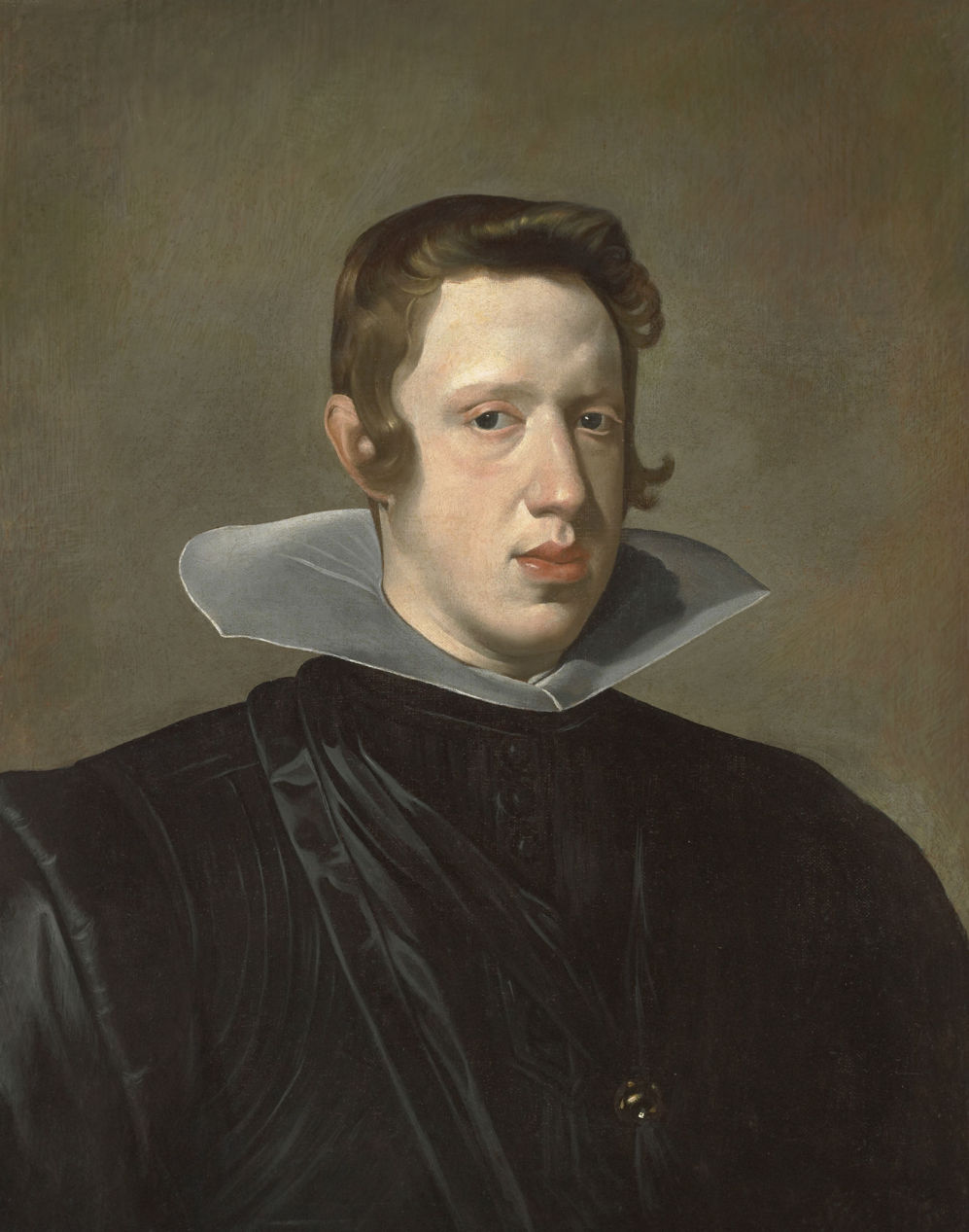
Jugendbildnis Philipps (Gemälde des Hofmalers Diego Velázquez um 1623)

Infant Felipe Domingo Víctor de la Cruz de Austria wurde am 8. April 1605 in Valladolid als dritter Nachkomme und ältester Sohn des spanischen Königs Philipp III. und dessen Gemahlin Margarete von Österreich geboren. Getauft wurde Philipp in der Iglesia de San Pablo, als Pate diente der Erste Minister seines Vaters Francisco Gómez de Sandoval y Rojas (Herzog von Lerma).
Als designierter Thronerbe des spanischen Weltreiches erhielt Philipp den Titel Fürst von Asturien und wurde sorgfältig auf seine zukünftige Aufgabe als Herrscher vorbereitet. Während er u. a. in Literatur und Geographie unterrichtet wurde und vier Fremdsprachen (Latein, Französisch, Portugiesisch, Italienisch) erlernte, verfasste er Gedichte und zeigte großes Interesse an der Malerei.
Zur Festigung der Annäherungspolitik zwischen Spanien und Frankreich wurde 1611 ein Ehevertrag zwischen dem Haus Habsburg und den Bourbonen unterzeichnet. Gemäß diesen Bestimmungen sollte der noch minderjährige Philipp mit Élisabeth de Bourbon, der ältesten Tochter des französischen Königs Heinrich IV. und dessen Ehefrau Maria de’ Medici, vermählt werden. Am 25. November 1615 wurde der zehnjährige Philipp mit der drei Jahre älteren Élisabeth (span. Isabel) in der Kathedrale von Burgos verheiratet. Obwohl die Beziehung nicht sehr eng gewesen zu sein scheint, wird vermutet, dass Olivares, sein wichtigster Minister, später absichtlich versuchte, die beiden auseinanderzuhalten, um seinen Einfluss zu wahren, und Philipp stattdessen ermutigte, sich Mätressen zu nehmen. Philipp hatte sieben Kinder mit Elisabeth, von denen nur eines ein Sohn war, Balthasar Carlos, der 1646 im Alter von sechzehn Jahren starb. Der Tod seines Sohnes erschütterte den König zutiefst, der ein für damalige Verhältnisse guter Vater gewesen zu sein scheint.

### Innenpolitik

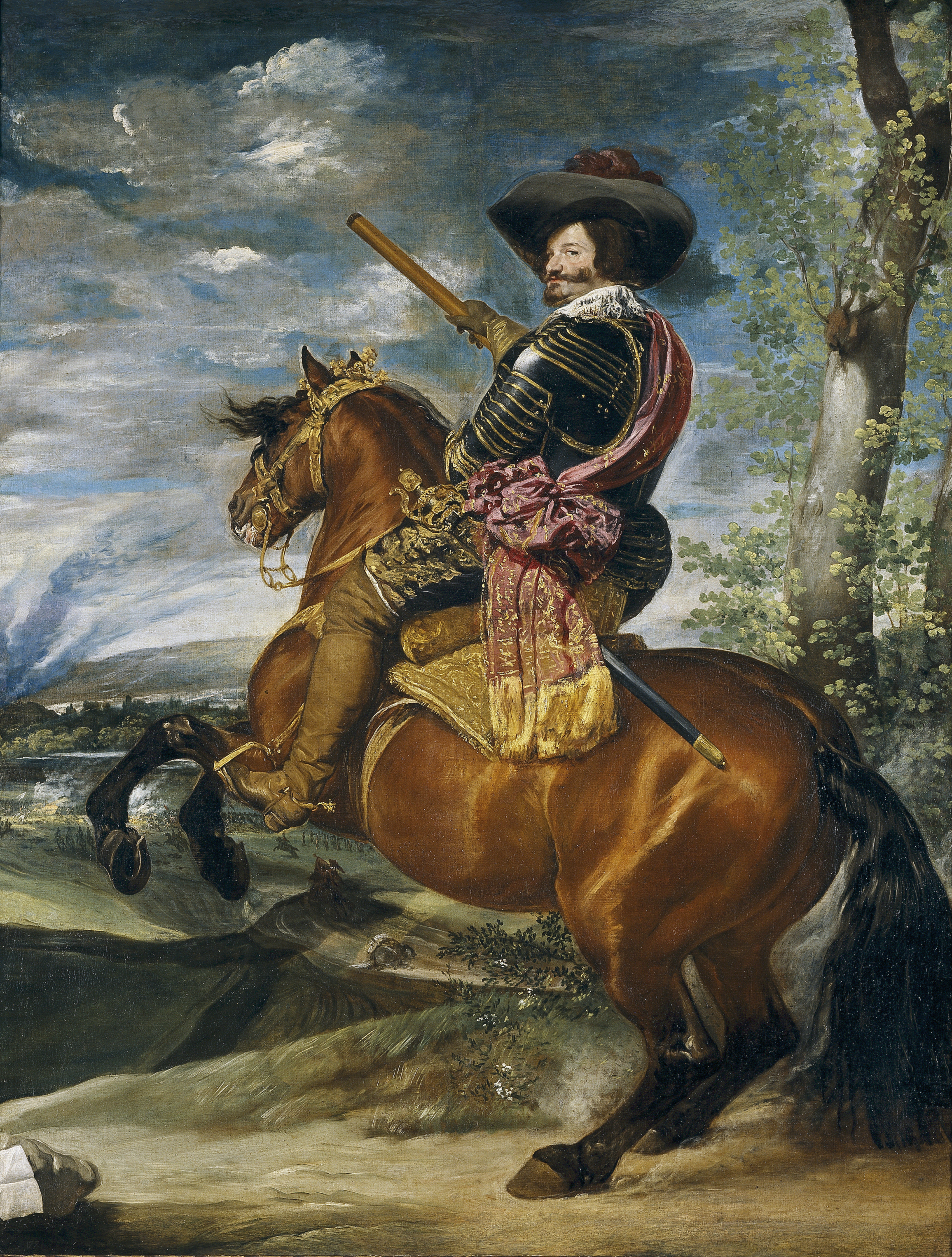
Gaspar de Guzmán, Conde de Olivares war bis 1643 der maßgebliche Minister Philipps IV. (Gemälde von Diego Rodríguez de Silva y Velázquez, Conde Duque de Olivares zu Pferde, 1634, Öl auf Leinwand, Prado)

Philipp übernahm 1621 im Alter von sechzehn Jahren die Herrschaft. Im Gegensatz zu seinem wenig ambitionierten Vater war er bestrebt, für den Katholizismus zu kämpfen und im Inneren die Autorität der Krone durchzusetzen. Die tatsächliche Herrschaft lag in der Hand seines Günstlings (valido) und Ersten Ministers Gaspar de Guzmán, Conde de Olivares. Dieser bemühte sich im Inneren darum, die Macht des Staates zu erweitern. Er versuchte, aus den verschiedenen vor allem durch die Person des Monarchen verbundenen Gebieten einen Zentralstaat zu machen. Diese Pläne sahen einheitliche Abgaben und die Schaffung eines einheitlichen Heeres vor. In verschiedenen Teilen des Reiches gab es dafür Unterstützung. Strikt abgelehnt wurde dies in Katalonien.
Nicht nur die hohen Kosten der Kriege trugen dazu bei, dass Spanien 1627 den Staatsbankrott erklären musste. Dabei spielten auch alte Schulden aus der Zeit von Philipp II. und nachlassende Silberlieferungen aus Südamerika eine Rolle. Die Versuche von Olivares, die Staatsfinanzen zu sanieren, hatten keinen nachhaltigen Erfolg. Die finanziellen Probleme blieben während der gesamten Herrschaft Philipps IV. und danach ein zentrales Problem des Reiches.
Im portugiesischen Évora kam es 1638 zu einem Aufstand. Die Lage verschärfte sich, als 1640 die Katalanen im Aufstand der Schnitter (Guerra dels Segadors) gegen die Herrschaft des Zentralstaates aufbegehrten. Zwar gelang es der Armee, einen Großteil Kataloniens rasch zurückzuerobern, aber die Aufständischen riefen die Katalanische Republik aus und unterstellten das Land dem Schutz des französischen Königs Ludwig XIII. Die Wiedereroberung des Landes wurde zu einem Hauptziel der spanischen Politik. Zum Abschluss kam dies aber erst 1652, als sich Barcelona ergab. Der Unmut gegen Olivares führte 1640 zu einem erfolgreichen Aufstand in Portugal. Die Herrschaft über dieses Königreich kam an das Haus Braganza. Militärische Versuche, Portugal zurückzugewinnen, scheiterten.

### Außenpolitik
Außenpolitisch versuchte die Regierung, durch Krieg die alte Machtstellung des Reiches wiederherzustellen. Der Achtzigjährige Krieg gegen die Niederlande wurde nach einem zwölfjährigen Waffenstillstand wieder aufgenommen. In den Niederlanden gelang 1625 die Einnahme von Breda. Bekannt geworden ist dieser spanische Erfolg durch das Gemälde Die Übergabe von Breda von Velázquez. Aber Breda ging wieder verloren. Auch Maastricht und ’s-Hertogenbosch büßten die Spanier ein. Um 1637 waren die Kämpfe festgefahren. Noch die heutigen Grenzen von Belgien und den Niederlanden gehen im Wesentlichen darauf zurück.

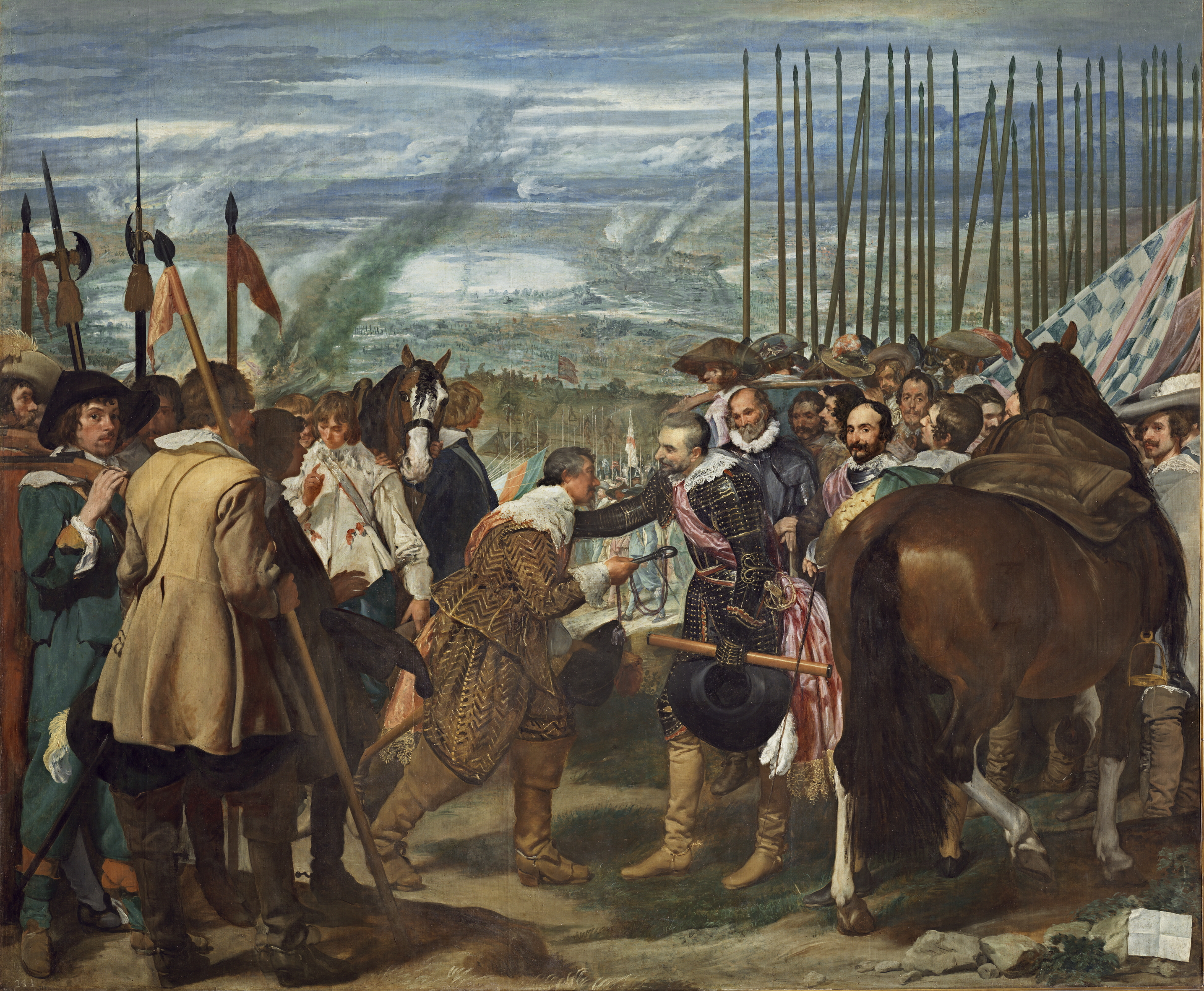
Velázquez, Die Übergabe von Breda – einer der größten militärischen Erfolge des spanischen Königs, den er seinem Feldherrn Spinola verdankte

Verbunden war dieser Konflikt mit dem Dreißigjährigen Krieg. In diesem war Philipp IV. mit den verwandten österreichischen Habsburgern verbündet. Sein bedeutendster Feldherr war Ambrosio Spinola, der als einer der erfolgreichsten Heerführer des Dreißigjährigen Krieges gilt. Dieser eroberte 1620 die Kurpfalz. Die Spanier waren an der siegreichen Schlacht am Weißen Berg gegen die aufständischen Böhmen beteiligt, besetzten 1620 das Veltlin und nahmen 1634 an der für die Habsburger siegreichen Schlacht bei Nördlingen teil.
Der Erbfolgestreit um Mantua seit 1627 verschärfte die Spannungen mit Frankreich. Die Franzosen unterstützten die Niederländer und Schweden mit Subsidien im Krieg gegen Spanien. Zum offenen Krieg kam es ab 1635. Auch dieser wurde zu einem Teilkonflikt des Dreißigjährigen Krieges. Den Franzosen gelang es, die spanischen Verbindungen (camino espanol) zwischen Mailand und den Niederlanden zu unterbrechen. Dies trug zu den Niederlagen Spaniens in den Niederlanden bei. Außerdem standen sich Spanien und Frankreich nach 1640 auf dem katalanischen Kriegsschauplatz gegenüber.

### Nach dem Sturz von Olivares

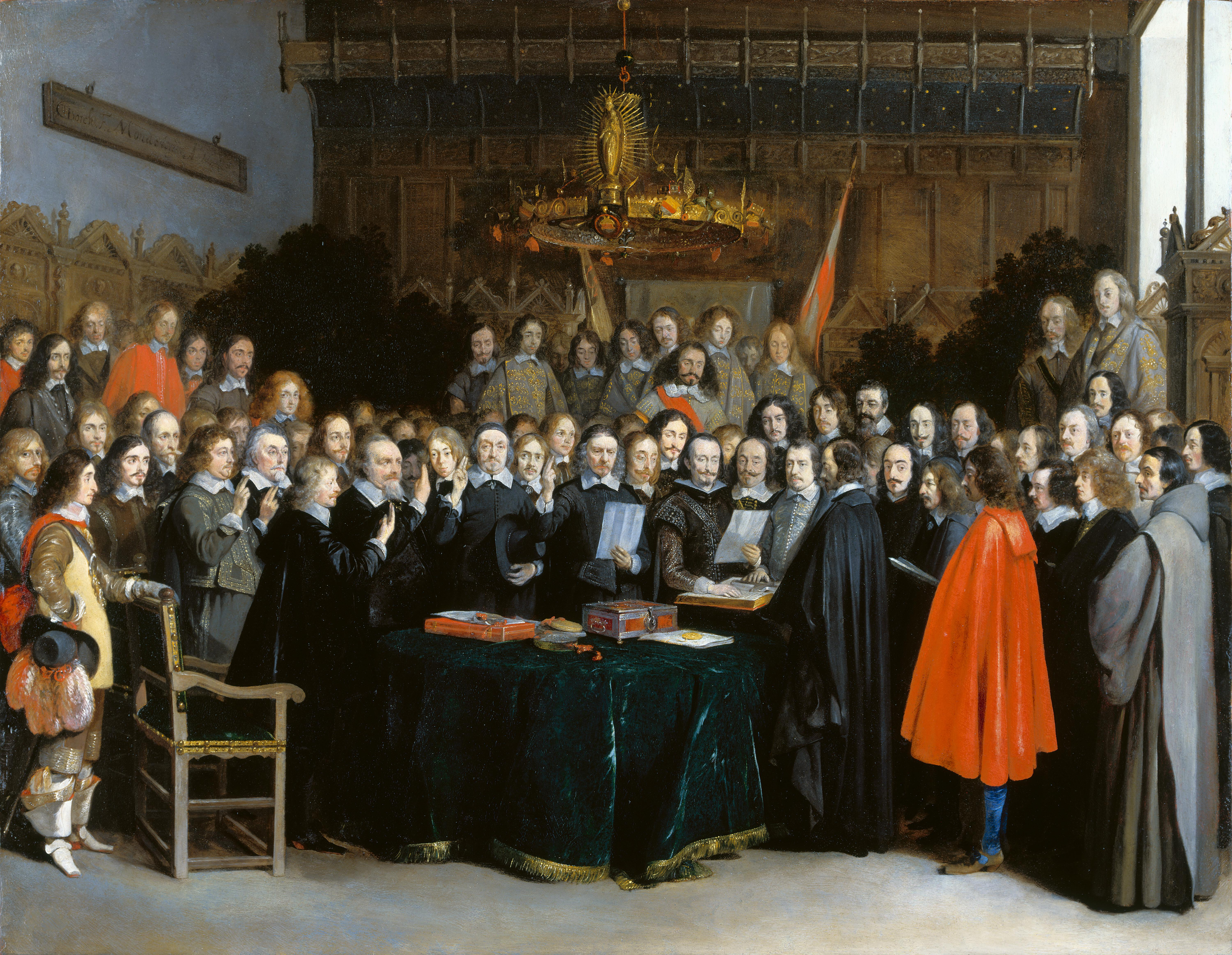
Die spanischen und niederländischen Gesandten beschwören am 15. Mai 1648 im Rathaussaal zu Münster den Frieden von Münster.

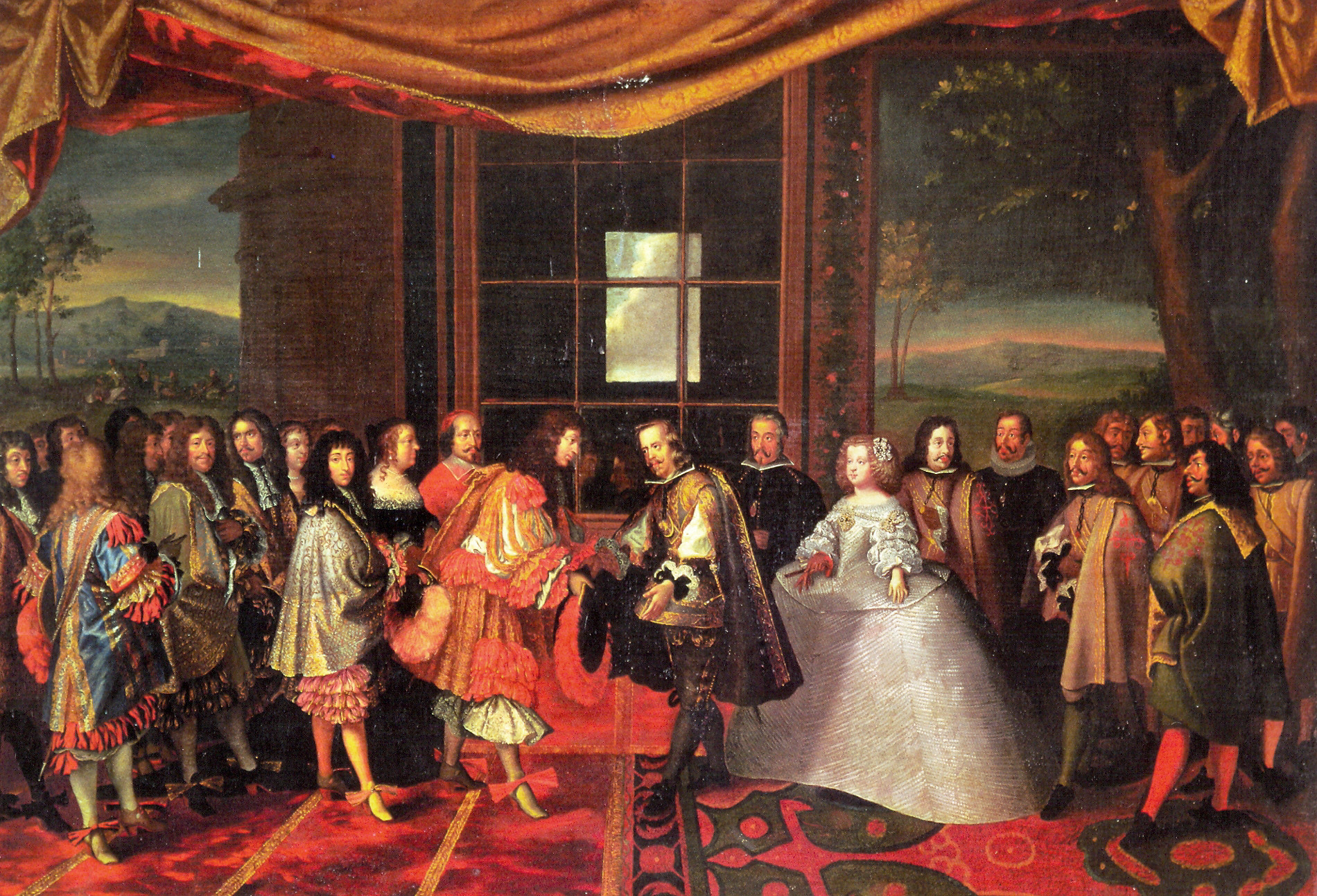
Ludwig XIV. und Philipp IV. bei der Verabschiedung des Pyrenäenfriedens

Der Unmut gegen den übermäßigen Einfluss von Olivares war schließlich so stark, dass Philipp ihn 1643 entlassen musste. Seither bestimmte der König wieder vermehrt die Politik. Zwar gab es weiter Günstlinge und Berater, aber keiner war wieder so mächtig wie Olivares. Philipp musste anerkennen, dass die Macht seines Landes einem Krieg gegen die Niederlande und Frankreich nicht gewachsen war. Er strebte seit 1644 eine Beendigung der Kriege an. Er sandte 1645 Gaspar de Bracamonte y Guzmán zu den Verhandlungen zum Westfälischen Frieden nach Münster. Diesem gelang eine Einigung mit den Niederlanden. Dadurch konnte Frankreich isoliert werden. Im Friedensvertrag zwischen Spanien und den Niederlanden musste Philipp IV. Anfang 1648 die Unabhängigkeit der freien Niederlande anerkennen, konnte aber gleichzeitig den Fortbestand der spanischen Niederlande gegen Frankreich sichern. Allerdings mussten die österreichischen Habsburger im Oktober des Jahres im Westfälischen Frieden zustimmen, Spanien nicht im fortgesetzten Krieg gegen Frankreich zu unterstützen, so dass Spanien den Kampf allein weiterführte.
Die schlechte Finanzlage zwang den König, die Steuern zu erhöhen und weitere einzuführen. Er war schließlich sogar gezwungen, die Silberlieferungen aus Südamerika zu verpfänden. Im Inneren wurde das Reich durch weitere Aufstände erschüttert. In Sizilien und Neapel kam es 1647 zu Unruhen. In Sizilien sorgten Zugeständnisse des Vizekönigs für ein Ende des Aufstandes, während die Unruhen in Neapel gewaltsam niedergeschlagen werden mussten. In Aragon und Navarra erhoben sich 1648 Teile des Adels. Im Jahr 1652 kam es zu einem weiteren Staatsbankrott.
Der Krieg mit Frankreich ging nach dem Westfälischen Frieden mit wechselnden Erfolgen für beide Seiten weiter. Mitentscheidend wurde, dass Frankreich sich 1655 mit England verbündete. Den Engländern gelang 1655 die Eroberung von Jamaika. Im Jahr 1657 versenkten oder eroberten die Engländer die spanische Silberflotte. Dies verschlechterte die finanzielle Lage Spaniens weiter. Der Krieg gegen Frankreich konnte erst 1659 im Pyrenäenfrieden beendet werden. Dabei musste Spanien wichtige Grenzprovinzen wie Roussillon, Artois, Cerdagne und andere abtreten. Spätestens damit endete die spanische Hegemonialstellung in Europa. Im Restaurationskrieg (1659–1668) versuchte Philipp vergeblich, Portugal zurückzuerobern.
Während seiner Herrschaft ließen die Folgen der Kriege, Hunger und Seuchen die Zahl der Einwohner Spaniens deutlich zurückgehen.

## Familie

### Erste Ehe

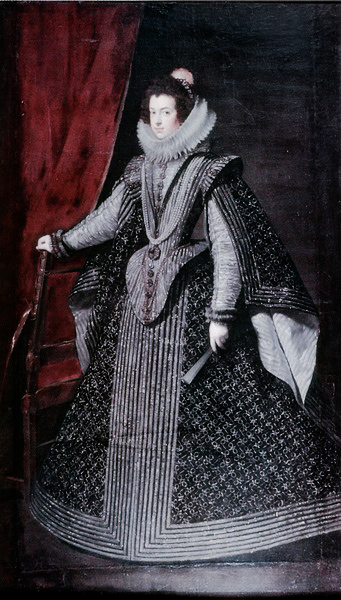
Isabella von Bourbon auf einem Porträtgemälde von Diego Velázquez

Am 18. Oktober 1615 heiratete Philipp in erster Ehe Élisabeth de Bourbon (in Spanien Isabel genannt), die Tochter des französischen Königs Heinrich IV. und der Maria von Medici. Acht Kinder gingen aus dieser Beziehung hervor, von denen aber nur das jüngste alt genug wurde, um verheiratet werden zu können: Maria Teresa, die 1660 den französischen König Ludwig XIV. heiratete. 1644 wurde Philipp IV. Witwer.

### Zweite Ehe

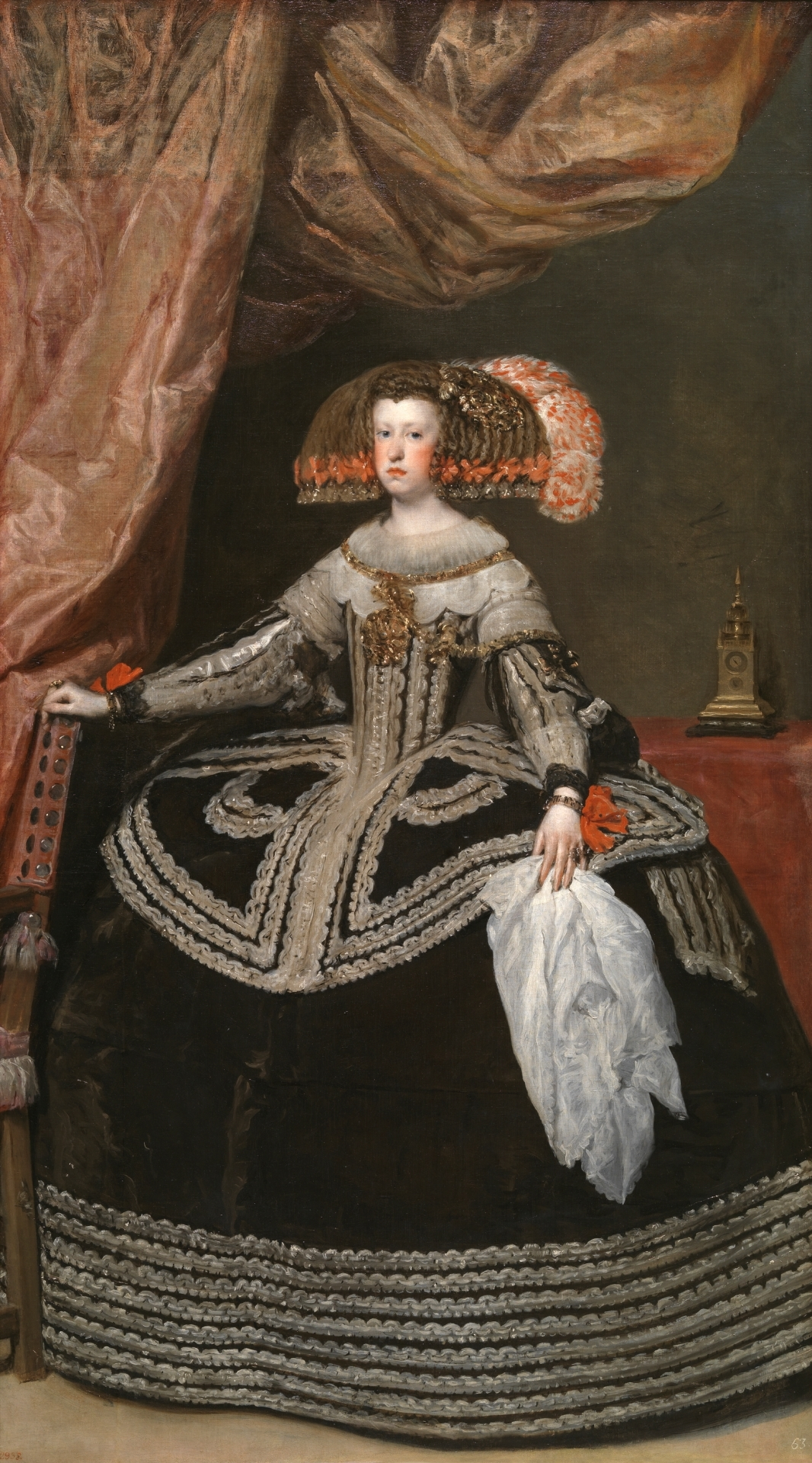
Maria Anna von Österreich
(Diego Velázquez, 1652).

In zweiter Ehe vermählte sich Philipp IV. am 8. November 1649 mit Maria Anna von Österreich (1634–1696). Die Heirat war eine Reaktion auf den Tod seines einzigen Sohnes und Thronfolgers Baltasar Carlos. Dieser war nur wenige Wochen nach einer Vereinbarung mit Kaiser Ferdinand III. gestorben, laut der er dessen Tochter Maria Anna hätte heiraten sollen (in der Nacht vom 9. auf den 10. Oktober 1646). Obwohl er sich von diesem Schicksalsschlag nur sehr langsam erholte, entschloss sich der damals 42-jährige Philipp letztlich, den Vorschlag des Kaisers anzunehmen und selbst die Braut seines verstorbenen Sohnes zu heiraten, obwohl diese seine leibliche Nichte und erst 13 Jahre alt war. Maria Anna (span. Mariana) traf erst im Herbst 1649 in Madrid ein, so dass sie zum Zeitpunkt ihrer Vermählung 15 Jahre alt war.
Obwohl Philipp IV. eine Reihe gesunder Kinder mit seinen Mätressen zeugte, starben drei seiner insgesamt fünf mit Maria Anna gezeugten Kinder entweder kurz nach der Geburt, oder sie kamen tot zur Welt. Nur eine Tochter und ein Sohn erreichten das Erwachsenenalter. Die Tochter Margarita Teresa wurde später mit ihrem Onkel, Leopold I., verheiratet.
Der Nachfolger König Philipps IV. kam am 6. November 1661 zur Welt. Der spätere Karl II. war jedoch von Beginn an ein schwächliches und krankes Kind. An ihm zeigten sich aufgrund des jahrhundertelangen Inzests zwischen den einzelnen Königshäusern deutliche Degenerationserscheinungen. Während normalerweise ein Mensch in der fünften Generation über 32 verschiedene Vorfahren verfügt, waren es aufgrund der innerfamiliären Heiraten lediglich zehn, und sieben seiner acht Urgroßeltern stammten direkt von Johanna der Wahnsinnigen (Juana la loca) ab.

### Nachkommen
Am 18. Oktober 1615 heiratete er Élisabeth de Bourbon (1602–1644, fortan in Spanien Isabel genannt), mit der er die folgenden Kinder hatte:
- María Margarita (*/† 1621)
- Margarita María Catalina (*/† 1623)
- María Eugenia (1625–1627)
- Isabel María Teresa (*/† 1627)
- Baltasar Carlos von Spanien (1629–1646)
- Francisco Fernando (*/† 1634)
- María Ana Antonia (1636–1636)
- Maria Teresa von Spanien (1638–1683) ⚭ Ludwig XIV. (1638–1715) König von Frankreich

Aus der Ehe mit Maria Anna von Österreich gingen folgende Kinder hervor:
- Margarita Teresa (1651–1673) ⚭ 1666 Leopold I. (1640–1705), Kaiser des Heiligen Römischen Reiches
- Maria Ambrosia de la Concepción (*/† 1655),
- Philipp Prosper von Spanien (1657–1661),
- Tomás Carlos (1658–1659),
- Carlos II. (1661–1700), König von Spanien

Zudem war er Vater eines unehelichen Sohnes:
- Juan José de Austria (1629–1679)

### Tod
Philipp IV. starb am 17. September 1665 im Real Alcázar de Madrid und wurde im Pantheon der Könige des Klosters El Escorial bestattet.

### Ahnentafel
| Ahnentafel Philipps IV.       | Ahnentafel Philipps IV.                                                                         | Ahnentafel Philipps IV.                                                                         | Ahnentafel Philipps IV.                                                                           | Ahnentafel Philipps IV.                                                                                             | Ahnentafel Philipps IV.                                                                     | Ahnentafel Philipps IV.                                                                     | Ahnentafel Philipps IV.                                                                     | Ahnentafel Philipps IV.                                                                           |
| ----------------------------- | ----------------------------------------------------------------------------------------------- | ----------------------------------------------------------------------------------------------- | ------------------------------------------------------------------------------------------------- | --- | ------------------------------------------------------------------------------------------- | ------------------------------------------------------------------------------------------- | ------------------------------------------------------------------------------------------- | ------------------------------------------------------------------------------------------------- |
| Ururgroßeltern                | König Philipp I. von Kastilien (1478–1506) ⚭ 1496 Königin Johanna von Kastilien (1479–1555)     | König Manuel I. von Portugal (1469–1521) ⚭ 1500 Maria von Aragón (1482–1517)                    | Kaiser Ferdinand I. (1503–1564) ⚭ 1521 Anna von Böhmen und Ungarn (1503–1547) (auch Urgroßeltern) | Kaiser Karl V. (1500–1558) (König Karl I. von Spanien) ⚭ 1526 Isabella von Portugal (1503–1539) (auch Urgroßeltern) | König Philipp I. von Kastilien (1478–1506) ⚭ 1496 Königin Johanna von Kastilien (1479–1555) | König Vladislav II. von Böhmen-Ungarn (1456–1516) ⚭ 1502 Anne de Foix-Candale (1484–1506)   | Herzog Wilhelm IV. von Bayern (1493–1550) ⚭ 1522 Maria Jakobäa von Baden (1507–1580)        | Kaiser Ferdinand I. (1503–1564) ⚭ 1521 Anna von Böhmen und Ungarn (1503–1547) (auch Urgroßeltern) |
| Urgroßeltern                  | Kaiser Karl V. (1500–1558) (König Karl I. von Spanien) ⚭ 1526 Isabella von Portugal (1503–1539) | Kaiser Karl V. (1500–1558) (König Karl I. von Spanien) ⚭ 1526 Isabella von Portugal (1503–1539) | Kaiser Maximilian II. (1527–1576) ⚭ 1548 Maria von Spanien (1528–1603)                            | Kaiser Maximilian II. (1527–1576) ⚭ 1548 Maria von Spanien (1528–1603)                                              | Kaiser Ferdinand I. (1503–1564) ⚭ 1521 Anna von Böhmen und Ungarn (1503–1547)               | Kaiser Ferdinand I. (1503–1564) ⚭ 1521 Anna von Böhmen und Ungarn (1503–1547)               | Herzog Albrecht V. von Bayern (1528–1579) ⚭ 1546 Anna von Österreich (1528–1590)            | Herzog Albrecht V. von Bayern (1528–1579) ⚭ 1546 Anna von Österreich (1528–1590)                  |
| Großeltern                    | König Philipp II. von Spanien (1527–1598) ⚭ 1570 Anna von Österreich (1549–1580)                | König Philipp II. von Spanien (1527–1598) ⚭ 1570 Anna von Österreich (1549–1580)                | König Philipp II. von Spanien (1527–1598) ⚭ 1570 Anna von Österreich (1549–1580)                  | König Philipp II. von Spanien (1527–1598) ⚭ 1570 Anna von Österreich (1549–1580)                                    | Erzherzog Karl II. von Innerösterreich (1540–1590) ⚭ 1571 Maria Anna von Bayern (1551–1608) | Erzherzog Karl II. von Innerösterreich (1540–1590) ⚭ 1571 Maria Anna von Bayern (1551–1608) | Erzherzog Karl II. von Innerösterreich (1540–1590) ⚭ 1571 Maria Anna von Bayern (1551–1608) | Erzherzog Karl II. von Innerösterreich (1540–1590) ⚭ 1571 Maria Anna von Bayern (1551–1608)       |
| Eltern                        | König Philipp III. von Spanien (1578–1621) ⚭ 1599 Margarete von Österreich (1584–1611)          | König Philipp III. von Spanien (1578–1621) ⚭ 1599 Margarete von Österreich (1584–1611)          | König Philipp III. von Spanien (1578–1621) ⚭ 1599 Margarete von Österreich (1584–1611)            | König Philipp III. von Spanien (1578–1621) ⚭ 1599 Margarete von Österreich (1584–1611)                              | König Philipp III. von Spanien (1578–1621) ⚭ 1599 Margarete von Österreich (1584–1611)      | König Philipp III. von Spanien (1578–1621) ⚭ 1599 Margarete von Österreich (1584–1611)      | König Philipp III. von Spanien (1578–1621) ⚭ 1599 Margarete von Österreich (1584–1611)      | König Philipp III. von Spanien (1578–1621) ⚭ 1599 Margarete von Österreich (1584–1611)            |
| König Philipp IV. von Spanien |                                                                                                 |                                                                                                 |                                                                                                   | |                                                                                             |                                                                                             |                                                                                             |                                                                                                   |